# 蔵増光忠
蔵増光忠（くらぞう あきただ、生没年不明）は出羽国の武将である。蔵増城城主。安房守を称した。名は親俊（ちかとし）とも呼ばれた。

## 経歴
もとは天童氏の家臣であった。天正十二年（1584）以前に最上義光に与するようになったと言われている。最上義光が細川直元領の小国郷を攻めた際の万騎ヶ原の戦いで戦功をあげる。
子の光基が小国郷を与えられ、小国氏を称するようになった。